# Risse
Le Risse est une rivière française des Préalpes de Savoie, qui coule dans le département de la Haute-Savoie, en nouvelle région Auvergne-Rhône-Alpes, et un affluent droit du Giffre, donc un sous-affluent du Rhône par l'Arve.

## Géographie
Le Risse prend sa source au nord du mont d'Hirmentaz, sur la commune de Bellevaux, à 1 380 m d'altitude, à l'est du téléski les Incarnes, à mi-chemin entre Thonon-les-Bains et Saint-Jeoire, en Haute-Savoie. Après avoir effectué une boucle à 180°, il coule droit vers le sud et conflue en rive droite dans le Giffre au lieu-dit Pont du Giffre, au sud-est de la commune de Saint-Jeoire, à 508 m d'altitude.
De 18,3 km de longueur.

### Communes et cantons traversés
Dans le seul département de la Haute Savoie, le Risse traverse ou longe les territoires des cinq communes suivantes du Faucigny, de l'amont vers l'aval, de Bellevaux (source), Mégevette, Onnion, Mieussy, Saint-Jeoire (confluence avec le Giffre).
Soit en termes de cantons, le Risse prend source dans le canton de Thonon-les-Bains, conflue le canton de Bonneville, le tout dans les arrondissements de Thonon-les-Bains et de Bonneville.

### Bassin versant
Le Risse traverse une seule zone hydrographique Le Giffre de la Risse incluse à l'Arve (V015) de 455 km2 de superficie. Ce bassin versant est constitué à 84,26 % de « forêts et milieux semi-naturels », à 12,71 % de « territoires agricoles », à 3,00 % de « territoires artificialisés », à 0,02 % de « zones humides », à 0,06 % de « surfaces en eau ».

### Organisme gestionnaire
Le Syndicat Intercommunal à Vocation Multiples du Haut-Giffre SIVM HG et la Communauté de Communes des quatre rivières ont délégué par le Contrat de Rivière Giffre et Risse, la maitrise d'ouvrage au SM3A ou syndicat d'Aménagement de l'Arve et de ses abords.

## Affluents
Le Risse a neuf affluents référencés :
- le ruisseau des Martins (rd), 1 km sur la seule commune de Mégevette.
- le ruisseau de la Glappaz (rd), 1,6 km sur la seule commune de Mégevette.
- le ruisseau du Mont (rg), 1,6 km sur la seule commune de Mégevette.
- le ruisseau des Gounanches (rd), 1 km sur la seule commune de Mégevette.
- le ruisseau des Fangles (rd), 1,8 km sur la seule commune de Mégevette.
- le ruisseau des Emovieux (rg), 3,5 km sur les deux communes de Mégevette (source) et Onnion (confluence), avec un affluent :
  - le ruisseau de Fillian ou ruisseau de Raty (rg), 3,7 km sur les deux communes de Mégevette (confluence) et Onnion (source)
- le ruisseau du Varné ou ruisseau du Varn (rg), 1,7 km sur la seule commune de Onnion.
- l'Eau Froide (rg), 4,8 km sur les deux communes de Onnion (confluence) et Mieussy (source) avec un affluent :
  - le ruisseau du Rosay (rd), 1,3 km sur la seule commune de Onnion.
- le ruisseau d'Hisson (rd), 3,5 km sur les deux communes de Saint-Jeoire (confluence) et La Tour (source) avec un affluent :
  - le ruisseau d'Entreverges (rg), 3,2 km sur les deux communes de Saint-Jeoire (source) et La Tour (confluence)
  - le torrent de la Malachena, 2,1 km sur les deux communes de Saint-Jeoire (source) et La Tour (confluence) (uniquement en cas de crue trentenaire)

Donc son rang de Strahler est de trois.

## Hydrologie

### Le Risse à Saint-Jeoire
Le Risse a été observe depuis le 31 décembre 1973  à la station V0155010 Le Risse à Saint-Jeoire (Pont du Risse), à 536 m d'altitude,  et pour un bassin versant de 57,5 km2
Le module du Risse a été calculé durant une période de 43 ans à Saint-Jeoire. Il se monte à 2,00 m3/s pour une surface de bassin de 57,5 km2, soit plus de 90 % de la totalité du bassin.
La rivière présente des fluctuations saisonnières de débit, avec des hautes eaux d'automne-hiver qui portent le débit mensuel moyen au niveau de 2,19 à 3,15 m3/s de décembre à mai inclus (avec un maximum en mars-avril). Dès lors s'amorce une baisse progressive aboutissant aux basses eaux d'été (avec un minimum de 0,86 m3/s en août).

### Étiage ou basses eaux
À l'étiage, le VCN3 peut chuter jusque 0,30 m3/s, en cas de période quinquennale sèche, soit 300 litres par seconde.

### Crues
Les crues peuvent être importantes pour un aussi petit bassin. En effet, le QIX 2 et le QIX 5 valent respectivement 33,0 et 42,0 m3/s. Le QIX 10 est de 48,0 m3/s, le QIX 20 de 54,0 m3/s et le QIX 50 est de 61,0 m3/s.
Le débit instantané maximal enregistré à Saint-Jeoire est de 59,90 m3/s le 1er mai 2015 à 18h57, tandis que le débit journalier maximal était de 38,60 m3/s le même 1er mai 2015. La hauteur maximale instantanée a été de 220 cm ou 2,20 m le 11 octobre 1981.

### Lame d'eau et débit spécifique
La lame d'eau écoulée dans le bassin versant de la rivière est de 1 102 millimètres annuellement, ce qui est très élevé, plus du triple de la moyenne française, quoique inférieur à la lame d'eau du Giffre qui semble détenir le record dans la région. Le débit spécifique (Qsp) atteint 34,8 litres par seconde et par kilomètre carré de bassin.